# Lisa Dick
Lisa Dick (* 26. September 1968) ist eine ehemalige australische Marathonläuferin.

## Karriere
1995 wurde Dick Australische Meisterin im Halbmarathon und kam bei den Halbmarathon-Weltmeisterschaften in Belfort auf den 53. Platz.
1998 belegte sie bei den Crosslauf-Weltmeisterschaften in Marrakesch den 54. Platz, wurde als Gesamtzweite des Gold-Coast-Marathons nationale Marathonmeisterin und gewann Silber bei den Commonwealth Games in Kuala Lumpur.

## Bestzeiten
- Halbmarathon: 1:13:12 h, 25. Juni 1995, Lake Macquarie City
- Marathon: 2:36:54 h, 12. Juli 1998, Gold Coast